# 河南豊山駅
河南豊山駅（ハナンプンサンえき）は大韓民国京畿道河南市徳豊洞にある、ソウル交通公社河南線の駅。駅番号は556。当初、2020年6月27日開業予定だったが、新型コロナウイルスの影響で開業が遅れ、2020年8月8日に開業した。

## 歴史
- 2020年8月8日 - 開業。

## 駅構造
2面2線の相対式ホーム。スクリーンドアが設置されている。

### のりば
案内上ののりば番号は設定されていない。 
| 上り | 5号線 | 江東・千戸・汝矣島・傍花方面 |
| 下り | 5号線 | 河南市庁・河南黔丹山方面     |

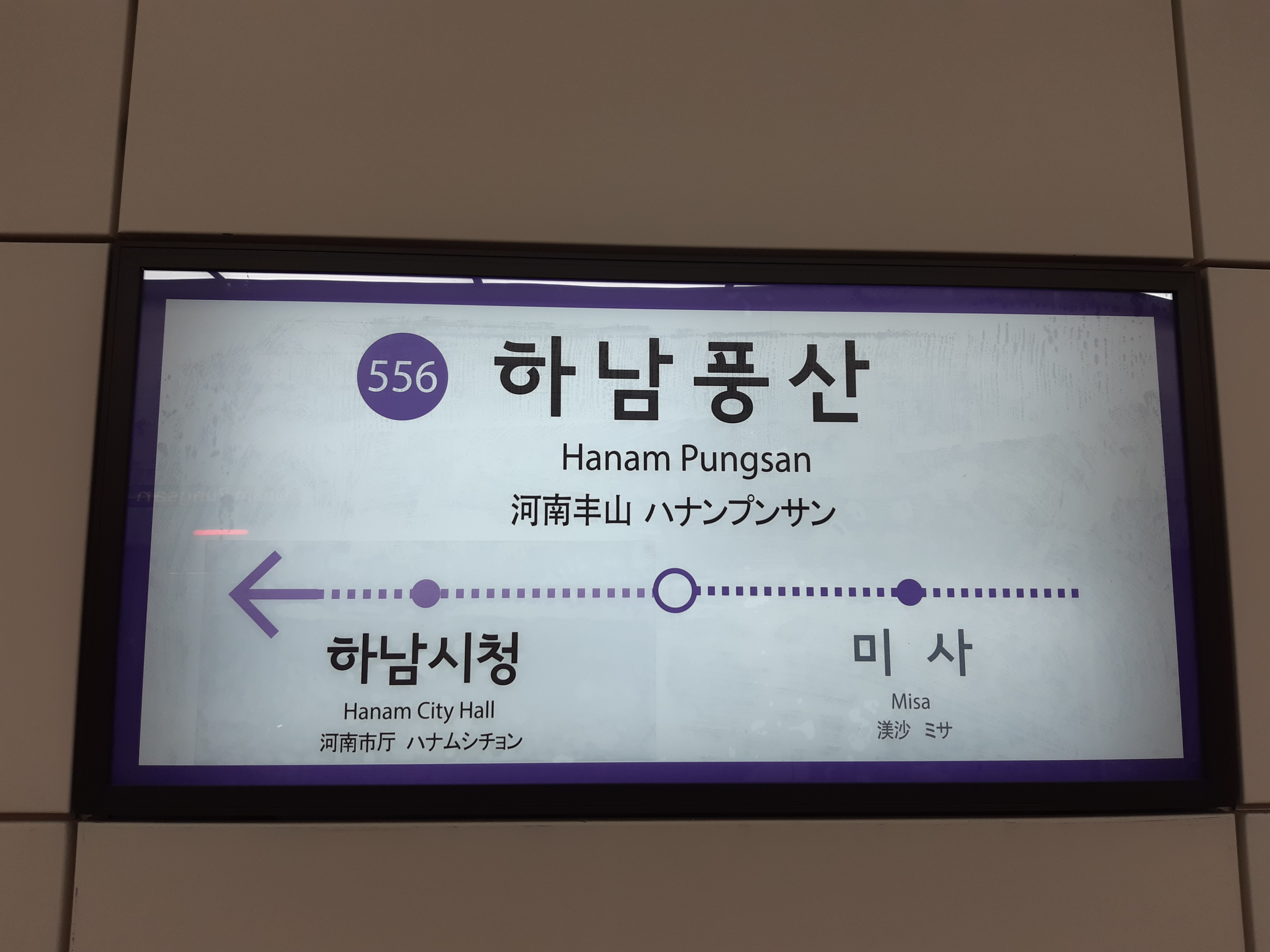
駅名標
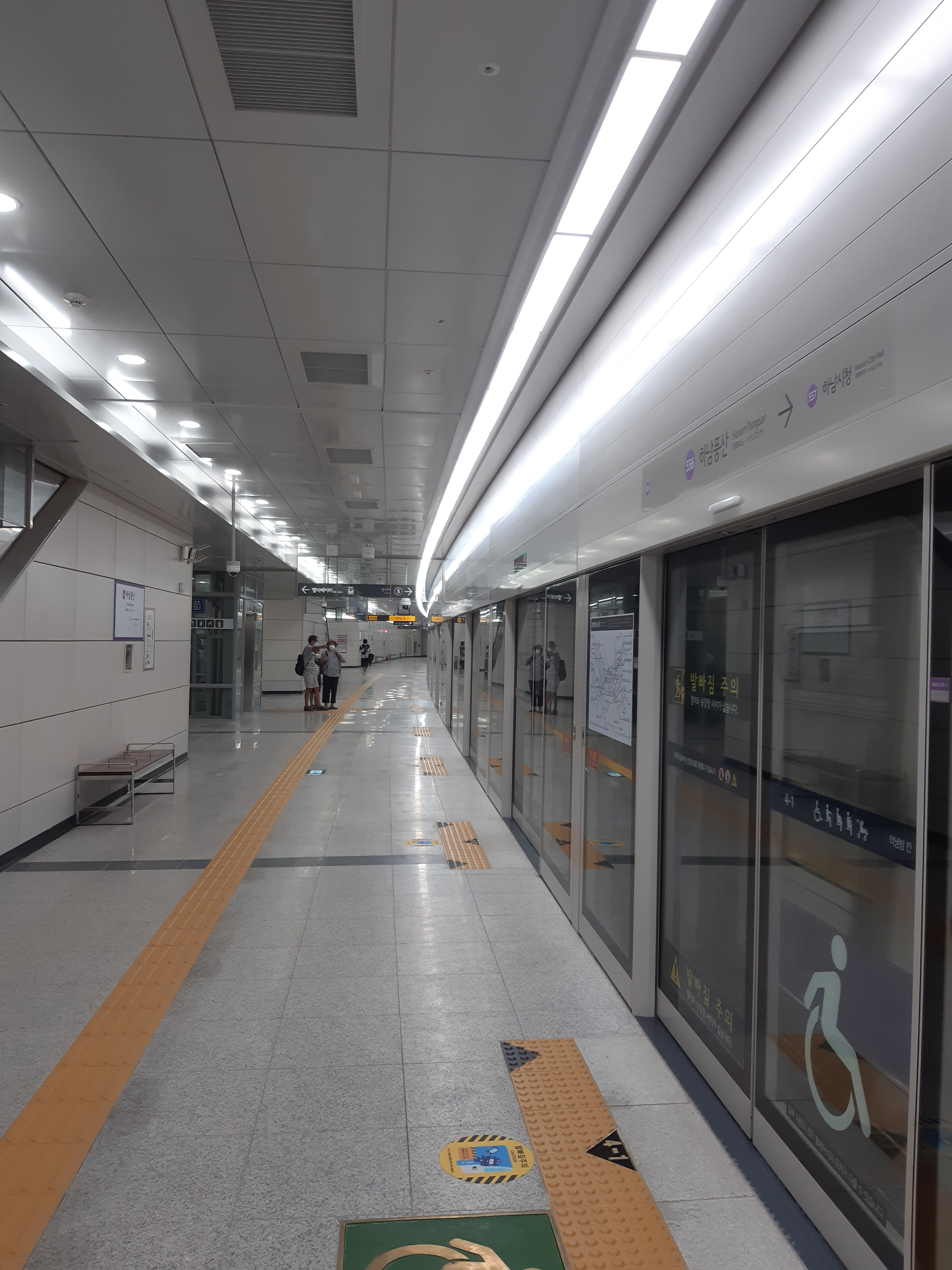
ホーム
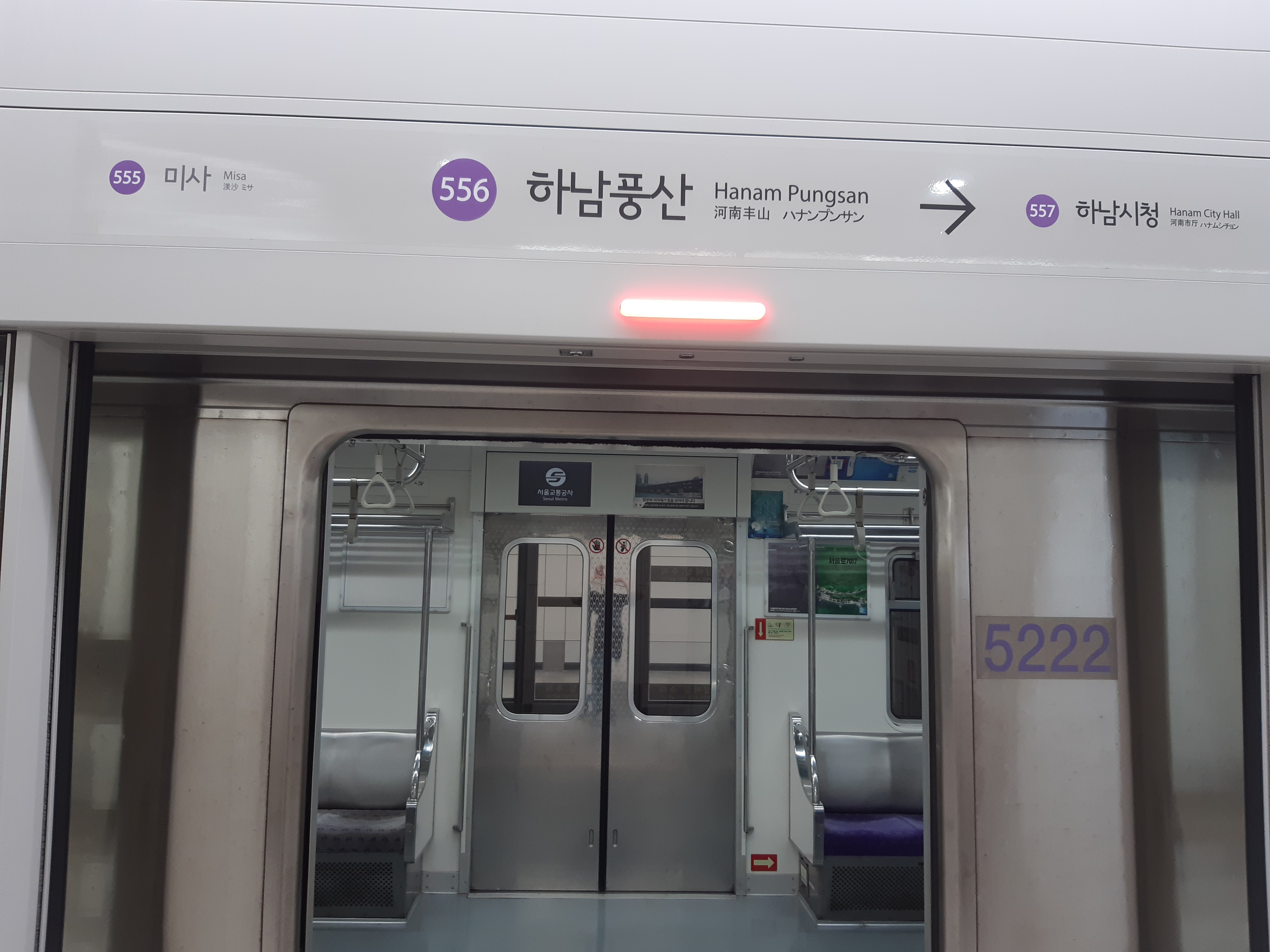
河南黔丹山方面延伸前のスクリーンドア。 河南市庁駅が既に書いてある。

## 駅周辺
- 河南シナルール図書館（朝鮮語版）
- イーマート 河南店
- 河南豊山初等学校（朝鮮語版）
- 徳豊中学校（朝鮮語版）
- 豊山高等学校（朝鮮語版）

## 隣の駅
ソウル交通公社
 河南線
渼沙駅 (555) - 河南豊山駅 (556) - 河南市庁駅 (557)